# F.C. De Kampioenen seizoen 10
Reeks 10 van F.C. De Kampioenen werd voor de eerste keer uitgezonden tussen 27 november 1999 en 19 februari 2000. De reeks telt 13 afleveringen.

## Overzicht
| Nr. serie | Nr. reeks | Titel van aflevering      | Scenarist(en)      | Uitzenddatum     |  |
| --- | --------- | ------------------------- | ------------------ | ---------------- |  |
| 118 | 1         | Wie het schoentje past... | Bart Cooreman      | 27 november 1999 |  |
| De motivatie van De Kampioenen is beneden peil. Op aanraden van BTW organiseert Boma "De Gulden Schoen '99" voor de beste speler. BTW hoopt ermee dat deze wedstrijd de Kampioenen tegen elkaar zal op zetten. Hij wil namelijk het veld kopen om zijn restaurant uit te breiden om een ster te krijgen van de Fijnproeversgids. |           |                           |                    |                  |  |
| 119 | 2         | Monsieur Boma             | Jan Bergmans       | 4 december 1999  |  |
| Boma wil, na een bezoek van zijn vriend Charles, het veld ombouwen tot golfterrein. Hij krijgt het aan de stok met de Kampioenen. Pascale steunt eerst Boma's idee, tot ze verneemt dat hij van het restaurant van BTW een golfclub wil maken en niet van haar café. De Kampioenen dagen daarom Boma uit tot een golfduel. |           |                           |                    |                  |  |
| 120 | 3         | Het aanzoek               | Bart Cooreman      | 11 december 1999 |  |
| Pascale wil dat Bieke en Marc trouwen. Daarom gaat Marc raad vragen aan BTW, aangezien hij al 3 keer getrouwd was. BTW wilt Marc juist koppelen aan Doortje en doet er alles aan zodat de twee een relatie beginnen. |           |                           |                    |                  |  |
| 121 | 4         | Chez Nero                 | Anton Klee         | 18 december 1999 |  |
| Carmen wil een restaurant openen. Na een mislukte poging in haar winkeltje probeert ze het in het café. Boma heeft ruzie met Pascale, nadat ze hem heeft belachelijk gemaakt bij een klant. Om wraak te nemen geeft hij de toestemming om het restaurant van Carmen in het café te organiseren. Een restaurant uitbaten blijkt moeilijker te zijn voor Carmen dan gedacht. |           |                           |                    |                  |  |
| 122 | 5         | Werk aan de winkel        | René Swartenbroekx | 25 december 1999 |  |
| Bieke, BTW, Carmen en Boma willen een televisieprogramma krijgen op de regionale zender. Karl Vermeire, de eigenaar van de tv-zender, wil Bieke verleiden. Daarom probeert hij Marc te overtuigen om het met haar uit te maken. |           |                           |                    |                  |  |
| 123 | 6         | Casanova Vertongen        | Gerrie Van Rompaey | 1 januari 2000   |  |
| De Kampioenen moeten op medische controle bij dokter Saskia Engelen, een kennis van Marc. Ze vragen Marc om een goed woordje te doen bij haar. Marc krijgt daarvoor een cursus "vrouwen verleiden" van Boma. Xavier wil door de keuring maar daarvoor moet hij op regime. BTW helpt hem met zijn "sportdieet". |           |                           |                    |                  |  |
| 124 | 7         | Bomeo en Julia            | Koen Vermeiren     | 8 januari 2000   |  |
| BTW en de Kampioenen dingen naar de cultuurprijs van de gemeente. BTW organiseert een "BTW goes classic"-avond, de Kampioenen voeren het toneelstuk Romeo en Julia op. |           |                           |                    |                  |  |
| 125 | 8         | België - Holland          | Bart Cooreman      | 15 januari 2000  |  |
| Een Nederlandse voetbalploeg komt op stage bij de Kampioenen. Het blijkt om een vrouwenteam te gaan. De vrouwen pikken het niet dat de mannen rond de Nederlandse dames hangen. |           |                           |                    |                  |  |
| 126 | 9         | Nero superstar            | Bart Cooreman      | 22 januari 2000  |  |
| Nero krijgt de hoofdrol in een reclamefilmpje. Carmen waant zich een echte ster. Ze schakelt Marc in als bodyguard voor Nero. Als Nero verdwijnt tijdens de match denkt Carmen dat haar hondje gekidnapt is. De zoektocht naar de toekomstige filmster leidt naar BTW. |           |                           |                    |                  |  |
| 127 | 10        | Waterslaeghers senior     | Gerrie Van Rompaey | 29 januari 2000  |  |
| De vader van BTW (Bernard-Victor) komt op bezoek. BTW maakt hem wijs dat hij een nieuwe vriendin heeft. Bernard-Victor veroorzaakt problemen tussen Xavier en Carmen. |           |                           |                    |                  |  |
| 128 | 11        | Kolonel Waterslaeghers    | Bart Cooreman      | 5 februari 2000  |  |
| Carmen wil Suzan, een oude schoolvriendin de loef afsteken door te zeggen dat haar man kolonel is. De Kampioenen proberen haar te helpen, maar de echt kolonel ligt op de loer. Suzan, een mannenverslindster, heeft haar oog laten vallen op BTW, Pol en Xavier zelf. |           |                           |                    |                  |  |
| 129 | 12        | Voorrang van rechts       | Jan Bergmans       | 12 februari 2000 |  |
| Marc is tijdelijk hulpagent. BTW ziet hierin nieuwe kansen om de Kampioenen te pesten. Pascale leert met de auto rijden. Boma leerde Pascale autorijden. Doordat Boma ineens onverwacht remt, komen ze voor de eerste keer in contact met brocanteur Fernand Costermans. |           |                           |                    |                  |  |
| 130 | 13        | Totale uitverkoop         | Koen Vermeiren     | 19 februari 2000 |  |
| Pascale krijgt oude meubels van haar zus Madeleine. Tussen de waardeloze stukken vindt de opkoper toch een beeldje dat veel geld waar is. Maar het tweede beeldje dat nodig is voor de verkoop is al in handen van iemand anders. Het gaat niet goed met BTW's restaurant sinds zijn vader de geldkraan heeft dichtgedaan. Daarom zoekt hij investeerders. Ondertussen laat hij zijn rommel verkopen aan Fernand Costermans. BTW krijgt plots een (valse) brief met het nieuws dat zijn restaurant illegaal gebouwd is. Hij verkoopt in allerijl aan Fernand, die deze brief echter zelf heeft opgesteld. |           |                           |                    |                  |  |

## Hoofdcast
- Marijn Devalck (Balthasar Boma)
- Loes Van den Heuvel (Carmen Waterslaeghers)
- Johny Voners (Xavier Waterslaeghers)
- Ann Tuts (Doortje Van Hoeck)
- Ben Rottiers (Pol De Tremmerie)
- An Swartenbroekx (Bieke Crucke)
- Herman Verbruggen (Marc Vertongen)
- Danni Heylen (Pascale De Backer)
- Jakob Beks (Bernard Theofiel Waterslaeghers)

## Vaste gastacteurs
(Personages die door de reeksen heen meerdere keren opduiken)
- Isabel Leybaert (Pia Maria)
- Agnes De Nul (Liliane Verhoeven)
- Ron Cornet (Kolonel Vandesijpe)
- Daan Hugaert (Seppe Van De Kruis)
- Jaak Van Assche (Fernand Costermans)
- Stef Van Litsenborgh (agent)

## Scenario
Scenario:
- Bart Cooreman
- Jan Bergmans
- Anton Klee
- René Swartenbroekx
- Gerrie Van Rompaey
- Koen Vermeiren

Script-editing:
- Wout Thielemans

## Regie
- Stef Desmyter
- Etienne Vervoort

## Productie
- Marc Scheers